# WebGL
WebGL（ウェブジーエル、Web Graphics Libraryの略称）は、互換性のある任意のウェブブラウザ上で、プラグインを使用せずにインタラクティブな2次元および3次元のコンピュータグラフィックをレンダリングするためのJavaScript APIである。WebGLはウェブ標準に完全に統合されているため、ウェブページのcanvas要素上でGPUアクセラレータを使用した物理シミュレーション、画像処理、画像効果などを表現できる。WebGLの要素は、外側のHTMLと組み合わせたり、ページやページの背景の他のパーツと合成して使用できる。
WebGLのプログラムは、JavaScriptで書かれた制御コードと、CやC++に似た構文のOpenGL ES Shading Language（GLSL ES）で書かれたシェーダーのコードから作られ、コンピューターのGPUで実行される。WebGLは非営利団体のKhronos Groupが設計とメンテナンスを行っている。
WebGL 1.0は、ブラウザ上で利用できるOpenGL ES 2.0の派生規格であるが、細部に違いがある。WebGL 2.0は、ブラウザ上で利用できるOpenGL ES 3.0の派生規格であるが、細部に違いがある。

## 対応ブラウザ
WebGLに対応するウェブブラウザは以下の通り。
- PC
  - Microsoft Edge
  - Google Chrome 8以降 (8は要設定、9から標準で有効)
  - Internet Explorer 11
  - Mozilla Firefox 4以降
  - Opera 12以降[6] (12は要設定、15から標準で有効)
  - Safari 5.1以降 (5.1は要設定、8から標準で有効)
- モバイル
  - Android ブラウザ - Android 5.0 以降[注 1]
  - BlackBerry 10
  - Edge
  - Firefox for Mobile (Maemoは1.0から、Androidは4から)
  - Google Chrome for Android 25以降 (25は要設定、30から標準で有効) [注 2]
  - Internet Explorer Mobile 11
  - Opera Mobile 12 (Android のみ)
  - Safari 8 - iOS 8 以降。5〜7 は iAd の広告のみ対応。
  - Tizen 1.0

各ウェブブラウザのWebGL機能対応度を示すデモの動作リストが存在する。主要なブラウザの最新版は全てWebGL 1.0に対応している。WebGL 1.0を利用するには、グラフィックスハードウェア (GPU) がWebGL 1.0 (OpenGL ES 2.0相当の機能) をサポートしている必要があるが、後述するように、バックエンドにハードウェアベンダーが提供するOpenGL/OpenGL ESレイヤーを利用するかどうかは問わない。WebGLは実装形態を問わないAPI規格にすぎないからである。また、後述のセキュリティ上の問題から GL_ARB_robustness (OpenGL 3.2) もしくは GL_EXT_robustness (OpenGL ES 2.0) の対応が必要である。
WebGL 2.0のサポートには、Microsoft Windows上ではDirectX 11が、macOS上ではOpenGL 4.1が、Linux上ではOpenGL 3.3といくつかの拡張が、そしてその他のプラットフォームではOpenGL ES 3.0が必要である。
なおWindows版のChromeおよびFirefoxはハードウェアベンダーが提供しているWindows用のOpenGLドライバーを用いるのではなく、ANGLEを経由することで、内部的にDirect3Dを使ってWebGLを実現している。
ユーザーによる利用設定が必要になってしまい、またハードウェアアクセラレーションの恩恵は得られない方法だが、Mesa Off-screen rendering extension (libosmesa6) などを用いれば、ソフトウェアレンダリングによるWebGLの実行も実現可能である。
前述のANGLEや、ソフトウェアレンダリングによるWebGLを利用する場合などを除き、OpenGL 3.2をフルサポートしないハードウェアおよびデバイスドライバ環境では、ユーザーの自己責任のもと、ウェブブラウザ側で強制的に利用する設定をしないとWebGLを利用できない場合がある。
各ブラウザには、WebGLの動作がサポートされないGPUブロックリストが定められている。どのようなOSあるいはブラウザでWebGLを実行するにしても、ブロックリストに載っているGPUを使用する環境では、ユーザーの自己責任においてWebGLを強制的に有効にする設定をしなければWebGLは動作しない。

### 型付き配列
Firefoxなどでは、JavaScriptで型付き配列が使える。型付き配列により生のバイナリデータの操作が容易になり、WebGLにデータを渡す際のパフォーマンスが向上する。

## 歴史
WebGLはMozillaのCanvas 3Dの実験から始まった。Mozillaは2006年に最初のCanvas 3Dのプロトタイプのデモンストレーションをした。2007年末に、MozillaとOperaがそれぞれ別々の独自の実装をした。2009年初頭に、MozillaとKhronosがWebGLワーキンググループを始めた。WebGLワーキンググループはApple、Google、Mozilla、Operaを含んでいる。

## セキュリティの懸念
2011年5月9日、WebGLに深刻なセキュリティホールが指摘された。問題点は以下の2点。現在は解決済み。
- サービス拒否 (DoS) 攻撃 - WebGLでは制御構造をサポートするプログラマブルシェーダーを使えるが、GPU自体にバグなどがあると、OS全体をクラッシュさせたり、無限ループなどでデバイスドライバの応答を停止させるシェーダープログラムを実行させることができてしまう。
- クロスドメイン画像盗取 - Cross-Origin Resource Sharing に未対応で、他のドメインで使われている画像を取得できた

規格そのものに脆弱性が存在するため、米国のセキュリティ機関US-CERTはブラウザでWebGLを無効にするよう勧告していた。
Firefox 4 と Chrome 12 は標準状態でWebGLが有効になっており、セキュリティ問題を防ぐには手動でWebGLを無効にする必要があった。その後、Chrome 13 ではクロスドメイン問題が修正され、Firefox 5 ではクロスドメインは無効になったが、Firefox 8 から Cross-Origin Resource Sharing が利用可能になった。
DoS攻撃の方は、GL_ARB_robustness(OpenGL 3.2) または GL_EXT_robustness(OpenGL ES 2.0) を利用できるウェブブラウザに制限することで解決した。

## ライブラリ
PixiJS や Three.js、C3DL、WebGLU など、WebGLを使ったライブラリが開発されている。